# Porte de Tábor
La porte de Tábor est une porte de ville de la fin de la Renaissance située dans le quartier de Vyšehrad à Prague. Elle fait partie des fortifications avancées de Vyšehrad. 
La porte a probablement été construite autour de 1640 dans le cadre de la construction de la première muraille. Il n’est cependant pas exclu qu’elle ait été construite plus tardivement, dans les années 1720. La partie supérieure est couronnée de créneaux. La porte a conservé ses meurtrières, encadrées par des colonnes toscanes. À gauche, devant la porte se trouvait depuis 1931 un passage piéton construit à travers les murs.